# Thor Able IV
Thor Able IV – amerykańska trójstopniowa rakieta nośna produkowana przez firmę Douglas Aircraft Company. Była modyfikacją rakiety Thor Able. Różniła się od niej ulepszonym silnikiem 2. członu i obecnością 3. stopnia na paliwo stałe. Startował tylko jeden raz, wynosząc na orbitę okołosłoneczną sondę kosmiczną Pioneer 5.

## Chronologia
1. 11 marca 1960, 13:00 GMT; s/n 219; miejsce startu: Przylądek Canaveral (LC17), USA
Ładunek: Pioneer 5; Uwagi: start udany